# Fons (Mythologie)
Fons, auch Fontus oder Fontanus, ist einer der zahlreichen „kleinen“ Götter der römischen Mythologie. Er ist der Gott der Quellen, Brunnen und fließenden Gewässer.
Fons gehört zu den ältesten und offenbar einheimisch römischen Göttern. Die durch den spätantiken Redner Arnobius überlieferte Angabe, er sei der Sohn von Iuturna und Ianus, scheint eine spätere Konstruktion zu sein, da die ursprüngliche römische Religion noch keine Göttergenealogien kannte.
Sein Fest, genannt Fontanalia, wurde am 13. Oktober gefeiert. An seinem Fest wurden Brunnen und Quellen mit Blumen geschmückt. Sein Altar lag auf dem Hügel Ianiculum, westlich des Tiber.
Zuweilen sprechen Inschriften auch von Fontes im Plural, was darauf hindeutet, dass es die Vorstellung von „Quellgeistern“ gab, die häufig gemeinsam mit den Nymphen genannt werden.